# Mesonemoura falcata
Mesonemoura falcata är en bäcksländeart som först beskrevs av Douglas E. Kimmins 1950.  Mesonemoura falcata ingår i släktet Mesonemoura och familjen kryssbäcksländor. Inga underarter finns listade i Catalogue of Life.